# Донсидерс
Донсидерс (њем. Donsieders) општина је у њемачкој савезној држави Рајна-Палатинат. Једно је од 84 општинска средишта округа Југозападни Палатинат. Према процјени из 2010. у општини је живјело 1.018 становника. Посједује регионалну шифру (AGS) 7340007.

## Географски и демографски подаци
Донсидерс се налази у савезној држави Рајна-Палатинат у округу Југозападни Палатинат. Општина се налази на надморској висини од 320 метара. Површина општине износи 9,0 km². У самом мјесту је, према процјени из 2010. године, живјело 1.018 становника. Просјечна густина становништва износи 113 становника/km².

## Међународна сарадња
| Мјесто | Држава    | Врста сарадње | Од    |
| ------ | --------- | ------------- | ----- |
| Жије   | Француска | партнерство   | 1990. |
| Брал   | Француска | партнерство   | 1993. |
| Извор  |           |               |       |